# University College Hospital
Das University College Hospital (UCH) ist ein Krankenhaus in London. Es ist Teil des University College London Hospitals NHS Trust und Lehrkrankenhaus des University College London (UCL). Das Krankenhaus befindet sich in der Euston Road im London Borough of Camden. Es liegt in direkter Nachbarschaft zum Hauptcampus des UCL. Die nächsten U-Bahn Stationen sind Euston Square und Warren Street.

## Geschichte

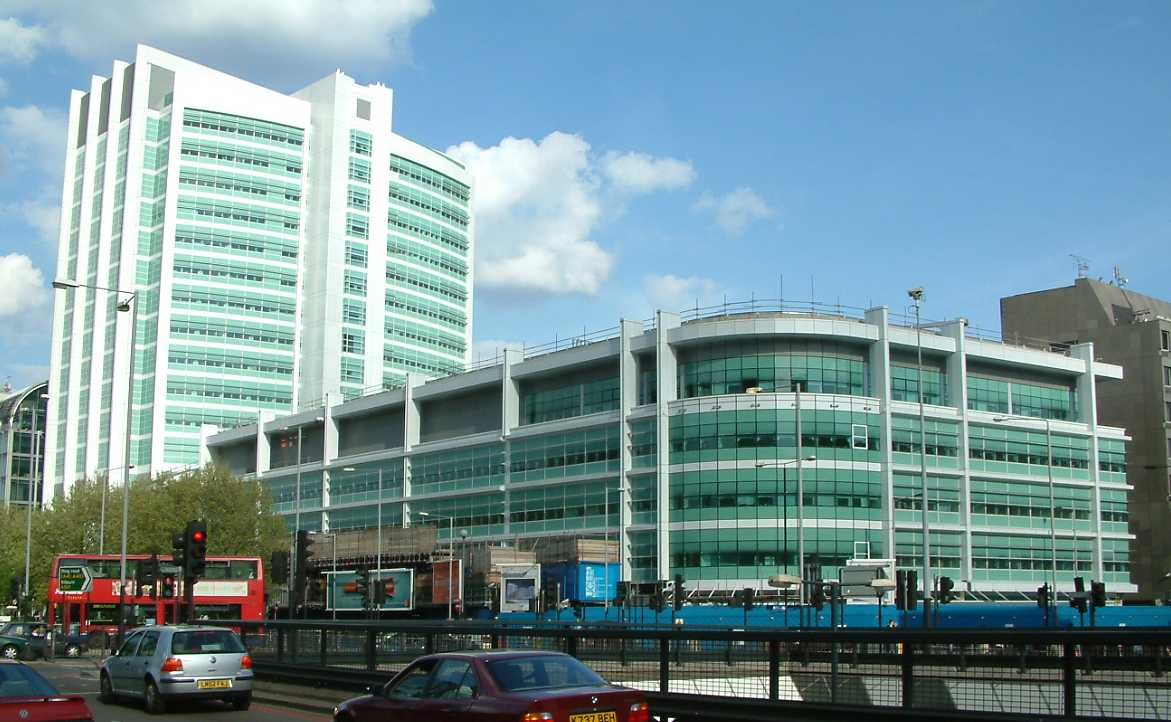
Der 2005 eröffnete Neubau

Das Krankenhaus wurde 1834 als „North London Hospital“ gegründet. Die Gründung erfolgte als Lehrkrankenhaus des UCL (damals noch „London University“) acht Jahre nach dessen Gründung. Der Vorschlag des UCL, die angehenden Mediziner im Middlesex Hospital auszubilden, wurde von dessen Leitung abgelehnt. Schon bald nach der Gründung war das „North London Hospital“ als „University College Hospital“ bekannt.
Am 21. Dezember 1846 wurde am UCH die erste Operation unter Äthernarkose europaweit durchgeführt. Der Operateur, Robert Liston, war 1835 als erster Professor auf den Lehrstuhl für Chirurgie an das UCH berufen worden.
1905 erfolgte die Trennung des UCH vom UCL. 1906 fand die Neueröffnung eines neuen, von Alfred Waterhouse entworfenen Krankenhausgebäudes in der Gower Street, des so genannten Cruciform Buildings, statt. 1914 fand der Zusammenschluss des UCH mit dem National Dental Hospital, 1920 mit dem Royal Ear Hospital statt.

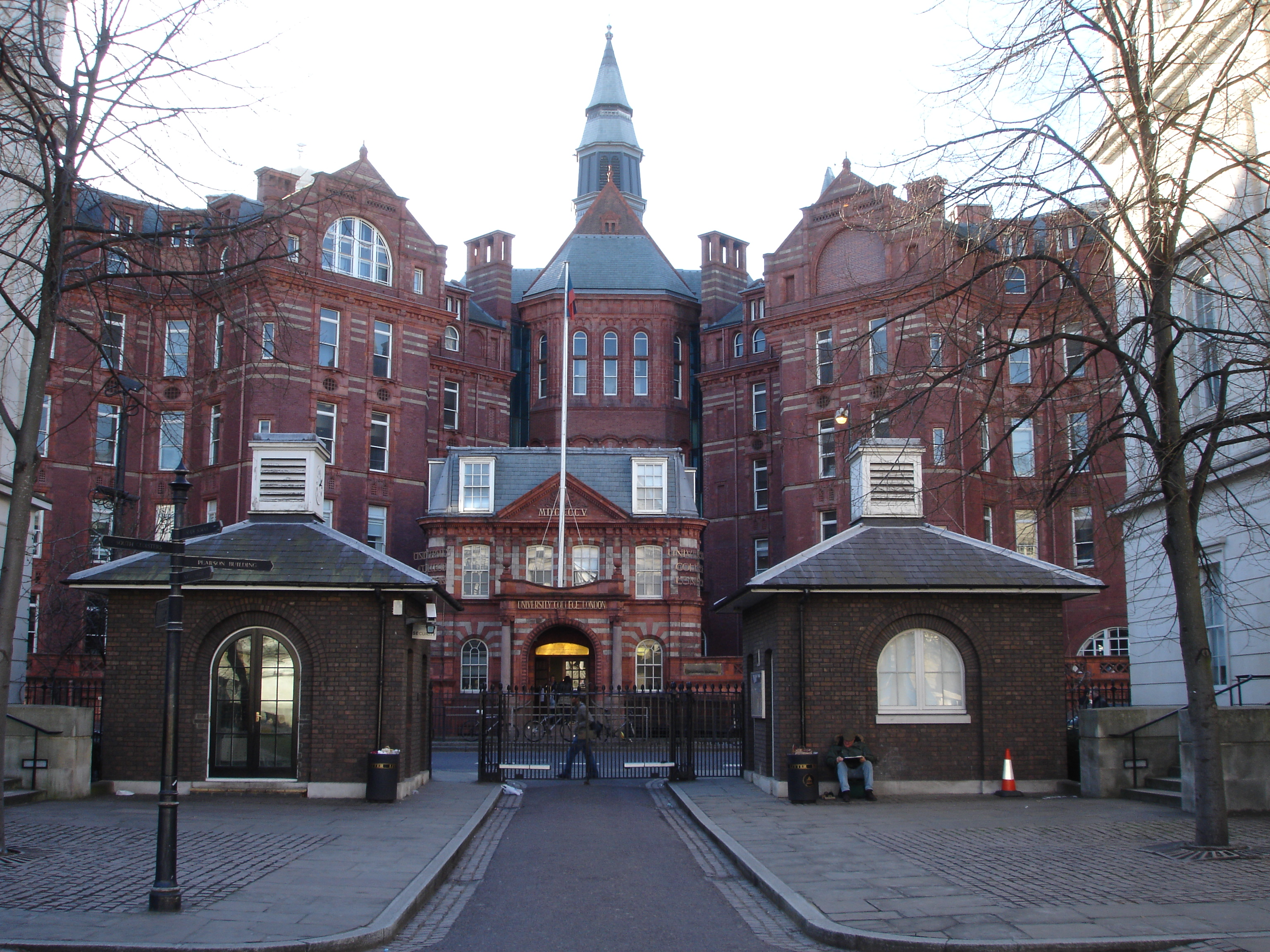
Das Cruciform Building im Jahr 2007

Zwischen 1974 und 1994 wurde das Krankenhaus von der Bloomsbury Area Health Authority betrieben, anschließend erfolgte die Eingliederung in das University College London NHS Trust. 1995 erfolgte, trotz Widerstands von Bevölkerung und Belegschaft, die Schließung des Cruciform Buildings. Das Gebäude wurde vom UCL gekauft und fungiert als Sitz des Wolfson Institute for Biomedical Research. Außerdem sind Kursräume der Fachbereiche Biochemie und Medizin der UCL Medical School dort untergebracht.
2005 erfolgte die Eröffnung eines neuen Gebäudes mit 75 822 m2 am jetzigen Standort. Der Entwurf stammt vom Architekten Llewelyn Davies Yeang. Die Kosten in Höhe von 422 Millionen Pfund wurden sowohl von Privatpersonen als auch von der öffentlichen Hand im Rahmen einer Finanzierungsinitiative getragen.
Im November 2008 wurde der „Elizabeth-Garrett-Anderson Flügel“ eröffnet, welcher bis auf wenige Ausnahmen das komplette Spektrum der Frauenheilkunde an einem Ort bündelt.

## Abteilungen
Aktuell verfügt das UCH über folgende Abteilungen:
- Chirurgie
- Dermatologie
- Endokrinologie
- Gastroenterologie
- Geriatrie
- Gynäkologie
- Hals-Nasen-Ohren Heilkunde
- Infektiologie
- Intensivmedizin
- Kardiologie
- Neurochirurgie
- Neurologie
- Notfallmedizin
- Onkologie
- Orthopädie und Unfallchirurgie
- Pädiatrie
- Pathologie
- Pneumologie
- Radiologie
- Tropenmedizin
- Urologie
- Zahnmedizin

## Trivia
Der britische Schriftsteller George Orwell heiratete Sonia Brownell 1949 und starb am 21. Januar 1950 in Zimmer 65 des Krankenhauses.